# By Indian Post
By Indian Post (Brasil: O Índio Correio ) é um curta-metragem norte-americano de 1919, do gênero faroeste, dirigido por John Ford.